# Sarıkçıbaşı
Sarıkçıbaşı nell'impero ottomano era il titolo di un ufficiale che era responsabile per i turbanti del Sultano. Le sue funzioni comprendevano la conservazione, il lavaggio e la vestizione dei turbanti. Dopo il 1826, Mahmud II emise una riforma dell'abbigliamento, il turbante del copricapo fu sostituito dal Fez. Quindi, il titolo e la funzione del Sarıkçıbaşı non esistettero più.